# Trönninge, Varbergs kommun
Trönninge är en ort i Varbergs kommun i Hallands län, belägen vid Lindbergsvägen cirka 5 km nordost om centrala Varberg. Orten klassades av SCB före 2015 som en egen tätort. Den räknas därefter om en del av tätorten Varberg.
Vägen Klastorp-Lindhov (länsväg 805, delvis kallad Pilgatan) går genom samhället och ansluter i väster via Lindhovsrondellen till Boråsvägen riksväg 41, motorväg E6 och länsväg N 767 (gamla E6) - i öster till Värnamovägen Länsväg 153.

## Befolkningsutveckling
| Befolkningsutvecklingen i Trönninge 1960–2010                                                             | Befolkningsutvecklingen i Trönninge 1960–2010 | Befolkningsutvecklingen i Trönninge 1960–2010 | Befolkningsutvecklingen i Trönninge 1960–2010 | Befolkningsutvecklingen i Trönninge 1960–2010 |
| --- | --------------------------------------------- | --------------------------------------------- | --------------------------------------------- | --------------------------------------------- |
| |                                               |                                               |                                               |                                               |
| År |                                               |                                               | Folkmängd                                     | Areal (ha)                                    |
| 1960 | 1960                                          |                                               | 215                                           |                                               |
| 1965 | 1965                                          |                                               | 343                                           |                                               |
| 1970 | 1970                                          |                                               | 442                                           |                                               |
| 1975 | 1975                                          |                                               | 506                                           |                                               |
| 1980 | 1980                                          |                                               | 474                                           |                                               |
| 1990 | 1990                                          |                                               | 588                                           | 48                                            |
| 1995 | 1995                                          |                                               | 850                                           | 56                                            |
| 2000 | 2000                                          |                                               | 865                                           | 56                                            |
| 2005 | 2005                                          |                                               | 847                                           | 57                                            |
| 2010 | 2010                                          |                                               | 880                                           | 58                                            |
| Anm.: Namnändring 1970 från Trönninge till Trönningeby. Namnändring 1995 från Trönningeby till Trönninge. |                                               |                                               |                                               |                                               |

## Samhället
I Trönninge finns Bolsestugan, en så kallad ryggåsstuga som bevarats på sin ursprungliga plats. En allmogebyggnad från 1700-talet, i ett senare skede bebodd av konstnären Severin Nilsson. Stugan ägs av Varbergs kommun och disponeras av Lindberga hembygdsförening. 

## Idrott
Trönninge BK är ortens fotbollsklubb.